# Lega B 2014 (football americano)
La Lega B 2014 è stata la 23ª edizione del campionato di football americano di secondo livello, organizzato dalla SAFV.

## Squadre partecipanti
| Club              | Città   | Stadio          | Sponsor ufficiale | Risultato nella stagione 2013 |
| ----------------- | ------- | --------------- | ----------------- | ----------------------------- |
| Basel Meanmachine | Basilea |                 |                   | Quinto posto in Lega B        |
| Bienna Jets       | Bienne  |                 |                   | Sesto posto in LNA            |
| Geneva Seahawks   | Ginevra |                 |                   | Vincitori Lega B              |
| Lugano Lakers     | Lugano  |                 |                   | Vincitori Lega C              |
| Luzern Lions      | Lucerna | Stadion Allmend |                   | Quarto posto in Lega B        |
| Thun Tigers       | Thun    | Stadion Lachen  |                   | Terzo posto in Lega B         |

## Stagione regolare

### Calendario

#### 1ª giornata
| Lugano 30 marzo 2014, ore 14:00 CEST | Lugano Lakers | 29 – 6 | Basel Meanmachine |  |

| Ginevra 30 marzo 2014, ore 14:00 CEST | Geneva Seahawks | 25 – 20 | Thun Tigers | Centro sportivo di Vessy |

#### 2ª giornata
| Thun 6 aprile 2014, ore 14:00 CEST | Thun Tigers | 19 – 14 | Luzern Lions | Stadion Lachen |

| Bienne 6 aprile 2014, ore 14:00 CEST | Bienna Jets | 60 – 0 | Basel Meanmachine |  |

#### 3ª giornata
| Basilea 13 aprile 2014, ore 14:00 CEST | Basel Meanmachine | 6 – 22 | Bienna Jets | Pruntrutermatte |

| Lugano 13 aprile 2014, ore 14:00 CEST | Lugano Lakers | 7 – 19 | Thun Tigers |  |

| Ginevra 13 aprile 2014, ore 14:00 CEST | Geneva Seahawks | 22 – 30 | Luzern Lions | Centro sportivo di Vessy |

#### 4ª giornata
| Lugano 20 aprile 2014, ore 14:00 CEST | Lugano Lakers | 14 – 6 | Bienna Jets |  |

#### 5ª giornata
| Basilea 27 aprile 2014, ore 14:00 CEST | Basel Meanmachine | 8 – 25 | Lugano Lakers | Pruntrutermatte |

| Ginevra 27 aprile 2014, ore 14:00 CEST | Geneva Seahawks | 18 – 14 | Bienna Jets | Centro sportivo di Vessy |

| Lucerna 27 aprile 2014, ore 14:00 CEST | Luzern Lions | 42 – 28 | Thun Tigers | Stadion Allmend |

#### 6ª giornata
| Thun 4 maggio 2014, ore 14:00 CEST | Thun Tigers | 20 – 23 | Geneva Seahawks | Stadion Lachen |

| Bienne 4 maggio 2014, ore 14:00 CEST | Bienna Jets | 16 – 13 | Lugano Lakers |  |

| Lucerna 4 maggio 2014, ore 14:00 CEST | Luzern Lions | 50 – 0 d.g.s. | Basel Meanmachine | Stadion Allmend |

#### 7ª giornata
| Bienne 10 maggio 2014, ore 18:00 CEST | Bienna Jets | 16 – 13 | Thun Tigers |  |

| Basilea 11 maggio 2014, ore 14:00 CEST | Basel Meanmachine | 12 – 41 | Geneva Seahawks | Pruntrutermatte |

| Lugano 11 maggio 2014, ore 14:00 CEST | Lugano Lakers | 0 – 40 | Luzern Lions |  |

#### 8ª giornata
| Lucerna 17 maggio 2014, ore 18:00 CEST | Luzern Lions | 34 – 24 | Geneva Seahawks | Stadion Allmend |

| Thun 18 maggio 2014, ore 14:00 CEST | Thun Tigers | 28 – 22 | Bienna Jets | Stadion Lachen |

#### 9ª giornata
| Lucerna 24 maggio 2014, ore 18:00 CEST | Luzern Lions | 46 – 28 | Bienna Jets | Stadion Allmend |

| Basilea 25 maggio 2014, ore 14:00 CEST | Basel Meanmachine | 6 – 46 | Thun Tigers | Pruntrutermatte |

| Ginevra 25 maggio 2014, ore 14:00 CEST | Geneva Seahawks | 40 – 13 | Lugano Lakers | Centro sportivo di Vessy |

#### 10ª giornata
| Ginevra 1º giugno 2014, ore 14:00 CEST | Geneva Seahawks | 50 – 0 d.g.s. | Basel Meanmachine | Centro sportivo di Vessy |

| Bienne 1º giugno 2014, ore 19:00 CEST | Bienna Jets | 24 – 38 | Luzern Lions |  |

| Thun 1º giugno 2014, ore 14:00 CEST | Thun Tigers | 28 – 6 | Lugano Lakers | Stadion Lachen |

#### 11ª giornata
| Basilea 15 giugno 2014, ore 14:00 CEST | Basel Meanmachine | 0 – 50 d.g.s. | Luzern Lions | Pruntrutermatte |

| Lugano 15 giugno 2014, ore 14:00 CEST | Lugano Lakers | 10 – 21 | Geneva Seahawks |  |

#### 12ª giornata
| Lucerna 21 giugno 2014, ore 18:00 CEST | Luzern Lions | 56 – 0 | Lugano Lakers | Stadion Allmend |

| Bienne 22 giugno 2014, ore 14:00 CEST | Bienna Jets | 36 – 0 | Geneva Seahawks |  |

| Thun 22 giugno 2014, ore 14:00 CEST | Thun Tigers | 56 – 0 | Basel Meanmachine | Stadion Lachen |

### Classifica
La classifica della regular season è la seguente:
- PCT = percentuale di vittorie, G = partite giocate, V = partite vinte, P = partite perse, PF = punti fatti, PS = punti subiti
- La prima classificata sfida l'ultima della LNA per la partecipazione alla LNA 2015 (verde)
- L'ultima classificata sfida la vincente della Lega C per la partecipazione alla Lega B 2015 (giallo)

| Pos. | Squadra           | PCT  | G  | V | P  | PF  | PS  |
| ---- | ----------------- | ---- | -- | - | -- | --- | --- |
| 1    | Luzern Lions      | .900 | 10 | 9 | 1  | 400 | 145 |
| 2    | Geneva Seahawks   | .700 | 10 | 7 | 3  | 264 | 189 |
| 3    | Thun Tigers       | .600 | 10 | 6 | 4  | 277 | 171 |
| 4    | Bienna Jets       | .500 | 10 | 5 | 5  | 166 | 177 |
| 4    | Lugano Lakers     | .300 | 10 | 3 | 7  | 118 | 262 |
| 6    | Basel Meanmachine | .000 | 10 | 0 | 10 | 38  | 429 |

## Playoff e playout

### Playoff
| Lucerna 6 luglio 2014 | Luzern Lions | 28 – 23 | Lausanne LUCAF Owls | Stadio di atletica leggera |

### Playout
| Zugo 5 luglio 2014 | Midland Bouncers | 36 – 0 | Basel Meanmachine | Riedmatt |

## Verdetti
- Luzern Lions promossi in LNA 2015
- Basel Meanmachine relegati in Lega C 2015 (ma non si sono iscritti)